# Šifra Navajo
Šifra Navajo je metoda šifriranja, ki so jo uporabljale Oborožene sile ZDA od leta 1942 na pacifiškem bojišču. Osnova šifre je bil jezik pripadnikov severnoameriškega staroselskega plemena Navajo. Staroselci so odprto besedilo prevedli v iz angleščine v navajščino in ga takega sporočili prejemniku. Tu ga je drug Navajo prevedel nazaj v angleščino. 
Navajščina (Diné bizaad) spada v družino jezikov Na-Dene, ki ni v sorodu z nobenim evropskim ali azijskim jezikom, zaradi česar se te šifre ni dalo zlomiti. 
Kot posebnost tega jezika velja, da se glagoli spregajo, ne samo glede na osebek, ampak tudi glede na to, v katero skupino spada predmet, na primer dolg (pipa, čopič, svinčnik, ...), vitek in upogljiv (kača, usnjeni jermen, ...), zrnat (sladkor, sol, pesek, ...) in še veliko drugih. Oblike glagolov se spreminjajo tudi glede na to, če je tisto, o čemer pripoveduje, govorec tudi sam doživel ali pa je o tem le slišal. Zato lahko en glagol nadomesti cel stavek in nekomu, ki ne pozna pravil jezika, ni možno razvozljati tega jezika. 
Razlog, da so izbrali prav pleme Navajo, je poleg tega, da druga plemena niso razumela tega jezika, še to, da za ta jezik ni obstajala niti slovnica niti slovar. Prav tako je to pleme edino, ki ga pred 2. svetovno vojno niso obiskali nemški raziskovalci, ki bi lahko nudili japonskim zaveznikom dragoceno pomoč pri lomljenju šifre. 
Za besede, katerih ni v staroselskem jeziku, so izdelali poseben leksikon in jih nadomestili z besedami iz tega jezika. Letala so poimenovali po vrstah ptičev, ladje po ribjih vrstah. Višji častniki so bili bojni poveljniki, minometi pa čepeče puške, ...
Za redke besede so izdelali poseben sistem črkovanja. Beseda Pacifik je bila tako najprej črkovana kot »pig, ant, cat, ice, fox, ice, cat«, te besede pa so bile prevedene v njihov jezik kot »bi-sodih, wol-la-chee, moasi, tkin, ma-e, tkin, moasi.« Da bi otežili lomljenje šifre z analizo pogostosti, so pogosto zamenjevali besede za črkovanje.
Koda med 2. svetovno vojno ni bila zlomljena, kljub temu, da so Japonci zlomili vrsto ameriških šifer.
Dodatna prednost te šifre je v tem, da je šifriranje in dešifriranje za čas brez računalnikov potekalo izredno hitro in so se operativna povelja lahko prenašala tako rekoč v realnem času.
Šele leta 1986 je ameriška vlada objavila podatke o tej šifri.
O pripadnikih plemen so posneli film Glasniki vetra (Windtalkers).